# Gymnodia parascendens
Gymnodia parascendens är en tvåvingeart som först beskrevs av Willi Hennig 1952.  Gymnodia parascendens ingår i släktet Gymnodia och familjen husflugor. Inga underarter finns listade i Catalogue of Life.